# Aluula
Koordinaten: 11° 57′ N, 50° 45′ O
Bandar Aluula (auch Alula, Calula, Caluula oder Halule) ist eine Hafenstadt im Nordosten Somalias, etwa 50 Kilometer westlich vom Kap Guardafui. Sie liegt in der Region Bari, die Teil des faktisch autonomen Puntlands ist.
Möglicherweise ist Aluula identisch mit der im antiken Periplus Maris Erythraei erwähnten Stadt Akannai. Später wurde der Hafen zu einem Seefahrerstützpunkt und ein Zentrum der Piraterie. Der Ort und sein Umland werden vom Clan der Majerteen-Darod dominiert, die im 19. Jahrhundert im nahegelegenen Bargaal das Majerteen-Sultanat gegründet hatten, das südwärts ursprünglich bis Hobyo reichte.
Beunruhigt durch das britische Protektorat Somaliland in seiner Nachbarschaft, hatte Sultan Bogor Osman Mahmud Yusuf (1854–1927) im September 1885 zunächst mit der Deutsch-Ostafrikanischen Gesellschaft, dann im April 1889 mit den Italienern Freundschafts- und Schutzverträge geschlossen. Deutsche Versuche, in Aluula die vertraglich zugesicherte Niederlassung einzurichten, scheiterten. Stattdessen nahm 1889 ein italienischer Konsul in Aluula seinen Sitz.
Aluula wurde 1906 von den Italienern militärisch besetzt und das Sultanat 1924 endgültig beseitigt. Der Ort wurde daraufhin von den Italienern zur Stadt ausgebaut, um 1930 soll sie laut Enciclopedia universal ilustrada europeo-americana aber erst 500 Einwohner gezählt haben. Sie blühte erst nach der Unabhängigkeit Somalias auf und zählt heute etwa 40.000 Einwohner. Wegen des somalischen Bürgerkriegs ist die Stadt jedoch verarmt und wieder ein Zentrum der Piraterie geworden. Bis zu 100.000 Somalier haben daher versucht, als Bootsflüchtlinge von Aluula und Nachbarhäfen ins gegenüber liegende Jemen bzw. auf die arabische Halbinsel zu entkommen, mindestens 1.500 von ihnen sind dabei zwischen 1993 und 2009 durch Ertrinken, Unterkühlung oder Erschöpfung ums Leben gekommen. Auf der jemenitischen Insel Sokotra befindet sich ein Auffang- bzw. Internierungslager für somalische Flüchtlinge.